# The New Minister
The New Minister è un cortometraggio del 1910 diretto da Harry Solter (non confermato).

## Produzione
Il film fu prodotto dall'Independent Moving Pictures Co. of America (IMP)

## Distribuzione
Il film - un cortometraggio in una bobina - uscì nelle sale statunitensi il 3 marzo 1910, distribuito dalla Motion Picture Distributors and Sales Company.